# Léonie Rouzade
Léonie Rouzade   (París, 6 de setembre de 1839 - Versalles, 25 d'octubre de 1916) de nom complet Louise-Léonie Camusat fou una política, periodista i autora feminista francesa. Activista pels drets de les dones, el 1880 juntament amb Eugénie Pierre, fundà la Unió de les Dones, la primera associació de dones socialistes a l'estat francés. Al 1872 publicà dues novel·les: Le Monde renversé (El món a l'inrevés) i Voyage de Théodose à l'île de l'Utopie (Viatge de Théodose a l'illa de la Utopia).

## Biografia
Louise-Léonie Camusat era filla d'un rellotger. Després de treballar com a brodadora el 1860 es casà amb Auguste Rouzade, un comptable de Meudon, on es van establir. Va treballar per la causa de les dones obreres, i escrigué dues novel·les feministes Voyage de Théodose à l'île de l'Utopie i Le Monde renversé.

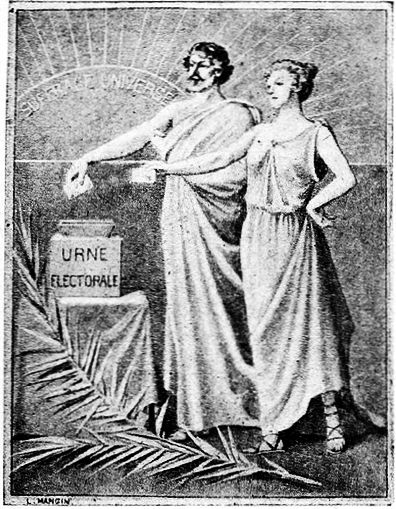
El vot de les dones

En la primera, el nàufrag Théodose descobreix una illa on la gent treballa en harmonia durant només quatre hores al dia i gaudeix d'igualtat total entre hòmens i dones. En la darrera, una dona confinada en un harem a l'Orient Mitjà dirigeix una revolta, i imposa un nou codi legal basat en el fet que els hòmens són governats per les dones.
El 1878, Rouzade va participar en el Congrés Internacional de Dones, on conegué Hubertine Auclert, que l'animà a donar suport al Droit des femmes, que fundà a l'any següent. Després de fusionar-se amb el Partit Obrer, Rouzade va escriure per al periòdic Le Prolétaire i feu conferències en nom del partit. El 28 de febrer del 1880, Le Prolétaire anuncia que Léonie Rouzade i Eugénie Pierre havien establert la Unió de les Dones (UdF). Rouzade parlà en la primera reunió de l'organització el 13 d'abril del 1880. A juny, representà la UdF en l'organització socialista de la zona de París Unió Federativa del Centre, i en el Congrés de l'Havre del 1880. Continuà activa fins al 1882 quan s'enretirà de la campanya després d'enfrontar una forta oposició com a candidata socialista per al districte 12 de París en les eleccions municipals del 1881.
El 1891, es va unir a La Solida des femmes fundada per Eugénie Potonié-Pierre. Deixà l'organització al voltant del 1901, després de la mort del fundador.
Léonie Rouzade va morir l'octubre del 1916. La rue Léonie Rouzade de Meudon porta el seu nom en honor seu.

## Obres
- Le Monde renversé, París: Lachaud, 1872[11]
- Desenvolupament del programa de la Societat L'Union des femmes: discurs de la ciutadana Rouzade, pronunciat en la Salle d'Arres el 13 d'abril de 1880, París: Seu de la Unió de Dones, 1880[12]
- Petit catecisme moral socialista i secular, Meudon: Léonie Rouzade, 1a edició 1895 (reedicions ampliades: 1903, 1904, 1905)[13]